# Castilia chinantlensis
Castilia chinantlensis är en fjärilsart som beskrevs av De la Maza 1978. Castilia chinantlensis ingår i släktet Castilia och familjen praktfjärilar. Inga underarter finns listade i Catalogue of Life.